# 羅倫佐的油
羅倫佐的油是三油酸甘油酯（glycerol trioleate）與三芥酸甘油酯（glycerol trierucate）的4:1比例的混合物，兩種脂質分別是油酸（oleic acid）與芥酸（erucic acid）的三酸甘油酯結合型。此混合物用在腎上腺腦白質失養症（adrenoleukodystrophy, ALD）的預防性治療上。
此脂質藥劑是由義大利裔夫婦奧古斯都·奧登（Augusto Odone）與米凱拉·奧登（Michaela Odone）所合成，起因是他們的兒子羅倫佐·奧登（Lorenzo Odone）於1984年被診斷患有ALD病症，時年五歲。
奧古斯都·奧登取得此油劑在美國的專利，編號5,331,009號。專利權所得用來支付髓鞘再生研究計劃（The Myelin Project），此計劃目標在研究ALD與相似病症的治療方法。奧登家族以及他們的發明因為1992年電影《羅倫佐的油》（Lorenzo's oil）的拍攝而聲名大噪。羅倫佐奧登於2008年5月30日離世，較醫師預估的壽命多活22年。

## 價格與保險給付
在美國，羅倫佐的油價格仍相當高，一個月療程花費約美金440元。多數保險公司不給付此項花費，因為其被美國食品與藥物管理局（Food and Drug Administration, FDA）認為是實驗性治療。

## 作用機制
脂肪酸的混合劑可以降低導致ALD的極長链脂肪酸（very long chain fatty acids, VLCFA）在血中的濃度。其是透過對身體內合成VLCFA的酵素的競爭性抑制來達成這項目標。

## 效力
在臨床上仍無法證明羅倫佐的油確有效力。在五項已公開發表的研究中，有四項未在已有症狀的患者身上呈現效力，但卻可以在症狀開始前有效降低發生機率。以目前的實驗數據來看，症狀開始後，藥劑效力便會急劇下降。

### 研究
Duchesne在一個早期研究中研究了八位男性病患，並發現從病患MRI中發現情況有改善。
在唯一一個臨床研究clinical study with positive findings, Moser以羅倫佐的油為53名無ALD病徵的病人作治療，結果顯示羅倫佐的油雖然有效減慢病徵出現並延緩死亡，但效果並不明顯。
Poulos的研究顯示羅倫佐的油未能有效減慢病人的VLCFAs於腦中積聚。

## 現前狀況
總括來說，雖然口服羅倫佐的油能改變血液測試結果，但羅倫佐的油似乎並不對已出現病徵的ALD病人有好處（雖然有部分病者父母並不認同）。另外，一個最近由Hugo Moser博士做的研究證據指出無出現病徵的病人服用羅倫佐的油可能有效延遲病徵出現。
在美國，羅倫佐的油暫時只給予參與Hugo Moser博士指導的臨床研究病人。

## 外部連結參考文獻
- Treatment of X-linked adrenoleukodystrophy with Lorenzo's oil
- Lorenzo's oil, a program in the series "Medical Mysteries" （页面存档备份，存于）
- Study: Lorenzo's Oil protects against ailment （页面存档备份，存于）
- The Myelin Project （页面存档备份，存于）
- The Myelin Project UK （页面存档备份，存于）
- ALDLife （页面存档备份，存于）
- Lorenzo's Oil Lives Up to Its Billing Atlanta Journal Constitution – July 12, 2005
- Lorenzo's oil for adrenoleukodystrophy and ad